# Saló Internacional del Còmic de Barcelona de 1988
El Saló Internacional del Còmic de Barcelona de 1988 o 6è Saló Internacional del Còmic de Barcelona es va celebrar entre el dijous 26 i el diumenge 29 de maig de 1988 a les drassanes de Barcelona.
Fou inaugurat per l'alcalde Pascual Maragall.
El certamen es va estrenar amb un retard de dos anys degut a motius pressupostaris. La seva celebració inicial estava prevista pel 1986, seguint la continuïtat de les cinc edicions prèvies, però va haver de restar cancel·lat dos anys fins que finalment es va poder reeditar amb un pressupost de 30 milions de pessetes del total de 46 inicialment previstos.
Una gran novetat del Saló fou la nova ubicació a les Drassanes després que l'anterior edició (1985), s'hagués clausurat amb una polèmica entorn de la mala gestió del certamen per part de Fira de Barcelona. A més de nou recinte, el certamen també va estrenar nou director amb Joan Navarro, que va prendre les regnes del nou Saló post-firal.
Va comptar amb 4.000 m² i més de 50 expositors.

## Exposicions
- Barcelona en el còmic. Exposició comissariada per l'autor Alfons López que proposà un recorregut imaginari a través de les vinyetes per la ciutat de Barcelona. Amb vinyetes de la sèrie Los profesionales de Carlos Giménez, Las vidas ejemplares de Montesol, Felina de Víctor Mora, la sèrie Eric Castel de Raymond Reding i Françoise Hugues o còmics de Max.[1]
- Els drets humans. Lloc: sala d'actes de la seu d'UGT-Catalunya.
- Thà, còmics al detall. Mostra de l'obra de l'autor de còmics català Thà. Lloc: Centre Cívic l'Artesà.[1]

## Invitats
Van destacar el dibuixant italià Hugo Pratt, l'humorista gràfic francès Martin Veyron, el dibuixant nord-americà de Marvel John Romita, l'antic director d'Angouleme Pierre Pascal, Maurice Horn del Saló de Nova York, Rinaldo Traini del Saló de Lucca, el dibuixant italià Vittorio Giardino, Milo Manara, Tanino Liberatore i Gerard Lauzier.

## Premis
| Categoria           | Autor           |
| ------------------- | --------------- |
| Gran Premi del Saló | Alfons Figueras |

| Categoria                    | Autor          | Títol           | Editorial |
| ---------------------------- | -------------- | --------------- | --------- |
| Autor revelació              | Josep Mª Beroy | Doctor Mabuse   |           |
| Millor obra d'autor espanyol | Max            | El licantropunk | La Cúpula |